# Abbaye de Varnhem
L'abbaye de Varnhem (suédois : Varnhems kloster) à Varnhem dans le Västergötland en Suède fut fondée en 1148  par les moines de l'Ordre cistercien de l'abbaye d'Alvastra en Östergötland.

## Historique
Les Cisterciens utilisaient toujours le même plan dans toutes leurs fondations religieuses ce qui permet de localiser facilement les différentes salles et pièces indépendamment du lieu d'établissement.
Une église en bois puis une église en pierre ont été érigées précédemment sur le site de la future abbaye. Le bâtiment de pierre a été construit au plus tard dans la décennie 1040, et il est la plus ancienne église de pierre connue en Suède à l'exclusion de la Scanie. Selon la datation au carbone 14, la plus ancienne tombe chrétienne date de la période 780-970. D'après d'autres datation au carbone, les sépultures chrétiennes semblent avoir commencé au Xe siècle.
Une riche dame nommée Sigrid, probablement veuve, fait don de la propriété aux moines cisterciens, mais la reine Christine Björnsdotter tente de faire révoquer la donation et de saisir la propriété pour elle-même. La tentative de la reine échoue et les moines peuvent établir leur abbaye vers 1150. 
L'abbaye de Varnhem est ensuite sous la protection de la maison d'Erik qui en retour se voit offrir le privilège d'y établir ses sépultures. Trois rois de la maison d'Éric reposent dans l'église de l'abbaye : Knut Eriksson, Erik Knutsson et Erik Eriksson.
En 1234, l’abbaye est détruite lors d'un incendie. Cette catastrophe est à l'origine d'une période de renaissance, quand Birger Jarl et d'autres mécènes médiévaux rebâtissent l'abbaye ; de cette époque date l'imposante et magnifique église. L'église abbatiale qui avait d'abord été édifiée en style roman, est complétée en gothique après l'incendie. En 1260 la nouvelle église qui est inaugurée est la plus vaste de Suède à cette époque.
Les biens de l'abbaye sont confisqués en 1527, et les bâtiments brûlés par les armées danoises en 1566 pendant la guerre nordique de Sept Ans. Au milieu du XVIIe siècle, Magnus Gabriel De la Gardie reçoit l'abbaye en cadeau de la reine Christine. De la Gardie restaure l'église et y établit son mausolée familial, où il est inhumé en 1686 en compagnie de son épouse Maria Euphrosyne de Palatinat-Deux-Ponts († 1687), de leur fils Gustave-Adolphe († 1695) et de l'épouse de ce dernier Elisabeth Oxenstierna († 1726) tandis que les bâtiments abbatiaux subsistants sont laissés à l'abandon. 
L'église a été restaurée entre 1911 et 1923. Des fouilles archéologiques ont été effectuées dans la partie centrale de l'abbatiale en 1921/1929 puis de nouveau en 1976 et 1977. En mai 2002, la tombe de Birger Jarl est ouverte. Les analyses scientifiques qui sont effectuées confirment que les trois squelettes qui s'y trouvent sont bien les restes de Birger Jarl († 1266), de son fils le duc Erik Birgersson († 1275) et de la seconde épouse de Birger Mechtild de Holstein († 1288).
Aujourd'hui, seule l'église abbatiale reste debout, entourée de ruines. Le nombre de touristes visitant Varnhem a sensiblement augmenté à la suite du succès de la trilogie de romans historiques de Jan Guillou relatant l'épopée de son héros Arn Magnusson.